# Spionen som levde två gånger
Spionen som levde två gånger (engelska: The Jigsaw Man) är en brittisk långfilm från 1983 i regi av Terence Young, med Michael Caine, Laurence Olivier, Susan George och Robert Powell i rollerna.

## Handling
Sir Philip Kimberly (Michael Caine) var chef för den brittiska underrättelsetjänsten, men började spionera och hoppade av till Ryssland. Han får ett nytt ansikte via plastikkirurgi och skickas tillbaka hem för att få tag på några viktiga dokument. Men när han väl fått tag på dokumenten börjar han spela ut MI6 och KGB mot varandra.

## Rollista
| Michael Caine     | – Philip Kimberly / Sergei Kuzminsky |
| Laurence Olivier  | – Adm. Sir Gerald Scaith             |
| Susan George      | – Penelope Kimberley                 |
| Robert Powell     | – Jamie Fraser                       |
| Charles Gray      | – Sir James Chorley                  |
| Morteza Kazerouni | – Boris Medvachian                   |
| Michael Medwin    | – Milroy                             |
| Eric Sevareid     | – Sig själv                          |
| Sabine Sun        | – Dr. Zilenka                        |
| David Kelly       | – Cameron                            |
| Patrick Dawson    | – Ginger                             |
| Vladek Sheybal    | – Gen. Zorin                         |
| Peter Burton      | – Douglas Ransom                     |
| Maggie Rennie     | – Mrs. Ransom                        |
| Richard Aylen     | – Older Kimberley                    |